# 옛제일은행본점
옛 제일은행 본점(옛 第一銀行 本店)은 서울특별시 중구에 있는 대한제국시대의 건축물이다. 1989년 5월 25일 서울특별시의 유형문화재 제71호로 지정되었다.

## 개요
서민금융의 전당을 목표로 했던 제일은행 본점 사옥이다. 1913년 국내 건물로는 처음으로 국제 현상 설계에 의해 1933∼1935년에 지어졌다. 한국전쟁 때에도 피해가 없어 원래의 모습을 그대로 보존하고 있다.
지하 1층·지상 5층 건물로서 은행 건물로는 한국 최초의 철골·철근 구조를 사용하였으며, 한국산 화강석을 사용하여 마감하였다. 영업장 천장의 꽃 모양 석고부조는 근대 건축 양식의 걸작이라는 평을 받고있다. 전체적으로 화려하고 단아한 모양의 비례감을 보여주고 있는 전형적인 네오-바로크 양식의 건물이다.
일제시대와 건국 초기의 격동기를 거치며 최근의 고도경제 성장을 이룩하기까지 반세기 동안 우리나라 금융사의 한 페이지를 장식한 기념비적 건물이다.

## 참고 자료
- 옛 제일은행 본점 - 국가유산청 국가유산포털